# Manuel Benítez Parodi
Manuel Benítez y Parodi (Sevilla, 21 de agosto de 1845-29 de noviembre de 1911) fue un militar español, miembro de la Real Academia de las Ciencias Exactas, Físicas y Naturales, aunque no llegó a tomar posesión de su medalla.
Alcanzó el grado de general de División, y fue miembro del cuerpo de Estado Mayor además de ser director que fue de la Academia
del mismo Cuerpo, en la que profesó las asignaturas de Cálculos y Mecánica. También ostentó el cargo de director del Depósito de la Guerra. Fue vocal de la Junta Consultiva de Seguros. Escribió entre otros trabajos científicos varios libros de textos.